# Jochen Hauser
Jochen Hauser (* 23. November 1941 in Chemnitz) ist ein deutscher Schriftsteller und Drehbuchautor.

## Leben
Jochen Hauser wuchs in Borna, einer Kleinstadt nahe Leipzig, auf. Seine Mutter war Hausfrau, sein Vater (ein gebürtiger Oberbayer) Arbeiter im Braunkohlentagebau. Zu schreiben hat er bereits mit siebzehn Jahren begonnen. Die Leipziger Volkszeitung druckte seine ersten kleinen Geschichten. 1960 machte er das Abitur. Danach ging er für ein Jahr als Hilfsarbeiter in eine Brikettfabrik. Ein weiteres Jahr war er im Kreiskabinett für Kulturarbeit beschäftigt. 1962 begann er an der Filmhochschule Potsdam-Babelsberg Dramaturgie zu studieren. Bereits während des sehr praxisbezogenen Studiums bekam er Kontakt zur Hörspieldramaturgie. Als er 1966 das Studium mit dem Diplom abschloss, wurde er Dramaturg in der Abteilung Hörspiel für Erwachsene im Staatlichen Komitee für Rundfunk in Berlin. 1966 wurde dort sein erstes Hörspiel uraufgeführt. Auch in den folgenden Jahren war Hauser zugleich Dramaturg und Autor.
Bis 1982 arbeitete Jochen Hauser als Hörspieldramaturg beim Rundfunk der DDR, für den er auch zahlreiche Radio-Features verfasste. Ab 1982 arbeitete er als freier Autor für Fernsehproduktionen und veröffentlichte Romane und Geschichten. Sein erfolgreichstes Werk waren die Bücher über die Familie Rechlin, die allein in der DDR eine Auflage von über 300.000 hatten und für einen zweiteiligen Fernsehfilm als Vorlage dienten.
Mit der Auflösung der staatlichen Hörfunk- und Fernsehsender verlor er seine Auftraggeber. In den folgenden Jahren wechselte er sein Arbeitsfeld und arbeitete als Szenerist für Fernsehserien und als Kolumnist für die Zeitschrift FF dabei. Für die Serien Für alle Fälle Stefanie schrieb er 1995 bis 1997 Drehbücher für acht Folgen und für Der Landarzt schrieb er 2003 bis 2006 Drehbücher für 36 Folgen.
Seit 1964 lebt Jochen Hauser in Berlin. Er ist verheiratet und hat zwei Kinder.

## Filmografie
- 1982: Familie Rechlin, Fernsehen der DDR
- 1990: Pause für Wanzka, nach Alfred Wellm, Fernsehen der DDR
- 1995–1997: Für alle Fälle Stefanie, 8 Folgen, Sat.1
- 2003–2006: Der Landarzt, ZDF

## Werke
- Der Roland von Wilhelmsdorf
- Familie Rechlin – ein Roman aus Berlin
- Die bewegten Jahre der Rechlins
- Die ruhigen Jahre der Rechlins
- Ein Jahrmarkt in Yorkshire
- In meiner Liebe zu dir

## Hörspiele

### Autor
- 1966: Ich bin der Häuptling – Regie: Uwe Haacke (Hörspiel – Rundfunk der DDR)
- 1967: Und meine Tauben? – Regie: Theodor Popp (Hörspiel – Rundfunk der DDR)
- 1970:  Ève Curie: Meine Mutter, Madame Curie (Bearbeitung (Wort)) – Regie: Flora Hoffmann (Hörspielbearbeitung – Rundfunk der DDR)
- 1970: Autorenkollektiv (Co-Autor): Gespräche an einem langen Tag – Regie: Detlef Kurzweg (Hörspiel – Rundfunk der DDR)
- 1971: Posaunentöne – Regie: Fritz-Ernst Fechner (Hörspiel – Rundfunk der DDR)
- 1975: Ein teures Erbe – Regie: Walter Niklaus (Hörspiel – Rundfunk der DDR)
- 1979: Gregorianer – Regie: Walter Niklaus (Hörspiel – Rundfunk der DDR)
- 1983: Leutnant von Katte – Regie: Werner Grunow (Hörspiel – Rundfunk der DDR)
- 1984: Im Schrank, unterm Bett oder wo – Regie: Werner Grunow (Hörspiel – Rundfunk der DDR)
- 1992: Gespräche mit Sündern – Regie: Walter Niklaus (Hörspiel – MDR)
- 1993: Traberjustav – Regie: Edgar Kaufmann (Hörspiel – ORB)

### Sprecher
- 1976: Wolfgang Kohlhaase: Die Grünstein-Variante (Gefängnisdirektor) – Regie: Günther Rücker (Hörspiel – Rundfunk der DDR)

## Preise
- Nationalpreis der DDR II. Klasse für Kunst und Literatur 1978 im Kollektiv mit Wolfgang Beck, Peter Goslicki, Ruth Hildebrandt, Siegfried Pfaff und Christa Vetter
- Berlin-Preis des Magistrats für Familie Rechlin 1982[2]
- DDR-Hörspielpreis – Hörspielpreis der Hörer 1985 für Im Schrank, unterm Bett oder wo
- Goethe-Preis der Stadt Berlin 1987